# Desertosphaera remyi
Desertosphaera remyi là một loài chân đều trong họ Spelaeoniscidae. Loài này được Vandel miêu tả khoa học năm 1948.